# 濮子潼
濮子潼（1848年—1909年），字紫銓，號止潛，浙江錢塘縣人，清朝政治人物，進士出身。
同治九年（1870年），鄉試中舉。光緒三年（1877年），登進士；同年五月，改翰林院庶吉士。光緒九年四月，散館，著以部属用，任兵部主事。光緒十二年，任會典館協修官。光緒十九年，任兵部員外郎。光緒二十年，任方略館協修官。光緒二十一年，任兵部武選司總辦	。光緒二十二年，改兵部職方司員外郎。光緒二十四年，任江蘇松江府知府，后升任湖北荊宜施道。光緒二十九年，任安徽按察使。光緒三十一年，任廣東按察使、江蘇布政使。光緒三十二年，護江蘇巡撫。